# Sant Jaume de Frontanyà
Sant Jaume de Frontanyà est une commune d'Espagne dans la communauté autonome de Catalogne, province de Barcelone, de la comarque de Berguedà